# Belle van Zuylen
Belle van Zuylen of Belle de Zuylen (volledige naam Isabella Agneta Elisabeth van Tuyll van Serooskerken; vanaf haar huwelijk ook Isabelle de Charrière (Zuilen, 20 oktober 1740 – Colombier, 27 december 1805) was een Franstalige schrijfster en componiste. Ze schreef romans, (zelf)portretten, fabels, poëzie, novelles, pamfletten, toneelstukken, opera's (libretti en muziek) en componeerde verder liederen, menuetten en klaviersonates. Ze schreef duizenden brieven, waarvan er meer dan 2600 bewaard zijn gebleven.

## Persoonlijk

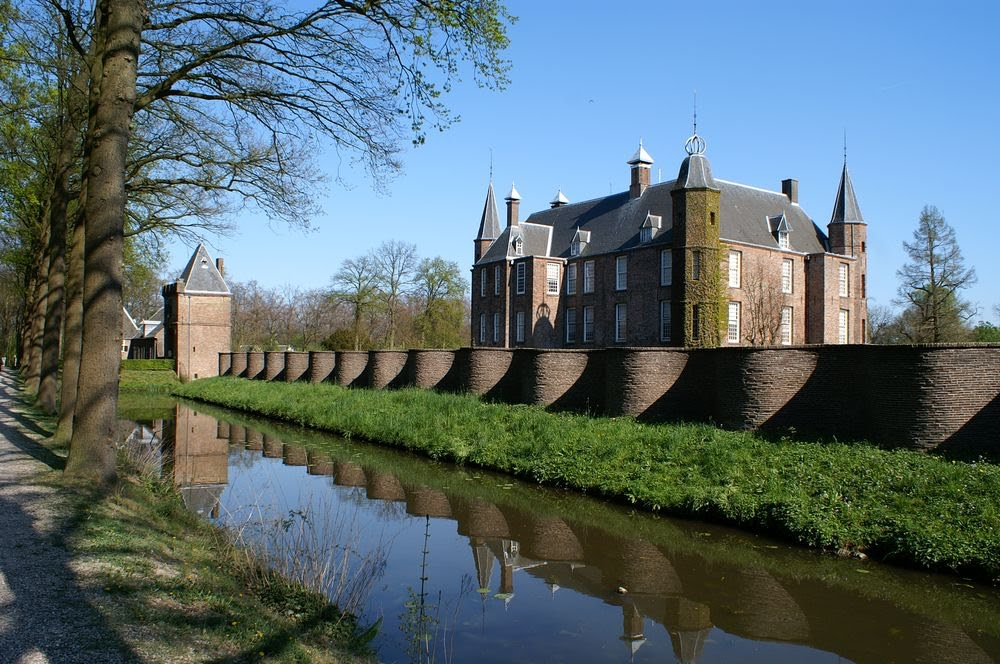
Slot Zuylen met slangenmuur te Oud-Zuilen, 2012.

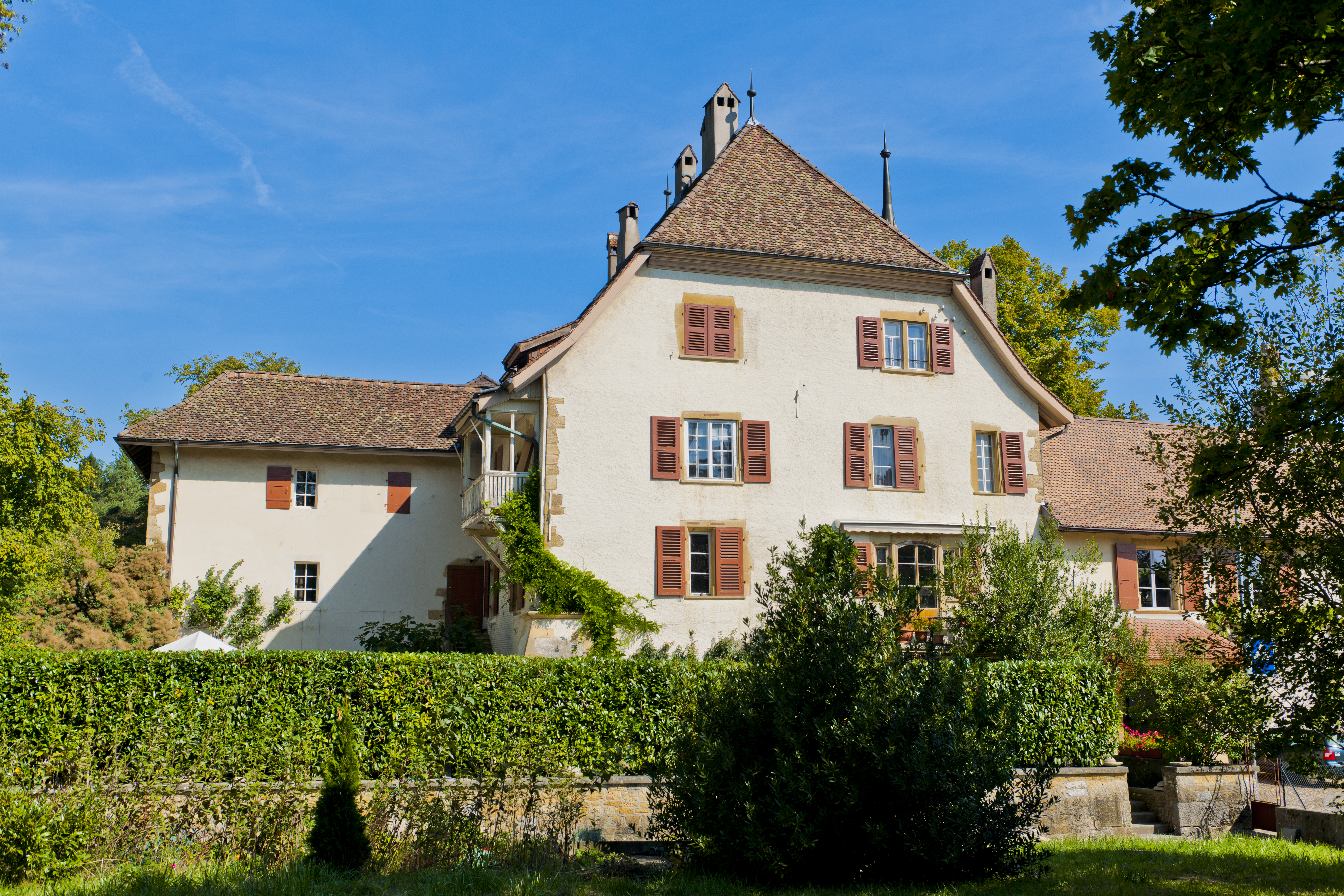
Landhuis (Manoir) 'Le Pontet' in Colombier, 2011

Isabella Agneta Elisabeth van Tuyll van Serooskerken werd geboren in een adellijke familie op slot Zuylen aan de Vecht. Ze was de oudste dochter van Diederik Jacob Van Tuyll van Serooskerken (1707-1776), heer van Zuilen, Westbroek en Swesereng (voorzitter van de Ridderschap van Utrecht en gedeputeerde ter Staten-Generaal) en Jacoba Helena de Vicq (1724-1768). Van Zuylen was de oudste van zeven kinderen, die onderwijs aan huis kregen van Franstalige gouvernantes en gouverneurs. Ze woonde tot en met haar dertigste op Slot Zuylen; in de winter verbleef ze in hun huis op de Kromme Nieuwegracht 3-5 te Utrecht.
De uit Genève afkomstige Jeanne-Louise Prevost was Van Zuylens gouvernante vanaf haar achtste tot haar dertiende levensjaar. Voor haar tiende jaar ging Van Zuylen met Prevost een jaar naar Genève, waar Van Zuylen Franse les kreeg. Ze speelde toneel in Molières L'École des femmes en bezocht Chambéry en Aix-les-Bains, waar ze tweemaal naar de thermale baden geweest is. Achteraf gaf ze de voorkeur aan het spelen op het strand aan het Meer van Genève boven haar bezoeken aan Versailles, de schilderijen van de Bibliothèque de l'Arsenal en de decoraties van de Opera van Parijs. In Parijs ontmoetten ze de schilder Maurice-Quentin de La Tour, met wie ze dineerden en Jacques Necker.
In 1753 keerde Prevost om gezondheidsredenen terug naar Genève, echter zonder afscheid te nemen. Ze schreef Van Zuylen, die in Den Haag was, een afscheidsbrief en bleef met haar corresponderen tot en met 1758 (zover er brieven bekend zijn). Ze verhuisde naar Neuchâtel, waar Van Zuylen haar in oktober-november 1771 bezocht.
Haar ouders gaven haar veel gelegenheid tot leren (lessen Engels, Italiaans, Latijn, Duits, muziek, natuurkunde en godsdienstles voor haar belijdenis). Zij kreeg wiskundeles van Laurens Praalder. Hierdoor was ze hoger opgeleid dan de meeste vrouwen en vaak ook mannen uit haar tijd. Frans was in hogere kringen al eeuwenlang, ook elders in Europa, de lingua franca. Van Zuylen wilde van "het land van iedereen" zijn en schreef haar werken bijna uitsluitend in het Frans.
Eind 1754 maakte ze kennis met de rooms-katholieke Poolse graaf Pieter Dönhoff, ritmeester van de cavalerie van het Cannenburg-regiment, die bevriend was met haar aangetrouwde oom Leonard de Casembroot (majoor van hetzelfde regiment, dat gelegerd was te Utrecht). Het was liefde op het eerste gezicht van haar kant. Hij toonde echter weinig belangstelling. Ze werd neerslachtig en verdween achttien maanden teneinde hem niet opnieuw te zien. Ze bleef tot in december op Slot Zuylen en ging toen naar familie in Den Haag. Bij terugkomst schreef ze hem een brief over deze voor haar nog steeds pijnlijke situatie. Ze schonk hem een snuifdoos.
In 1755 schreef Belle aan haar oudste broer Reinout 'Overdenkingen over de vriendschap'.
Na haar anonieme publicatie van Le Noble schreef Dönhoff twee brieven onder pseudoniem. De eerste brief als 'Ridder van Nivers' aan de uitgever van het tijdschrift waar de novelle in verscheen met het verzoek om de naam van de vrouwelijke auteur om met haar te kunnen corresponderen. De tweede brief schreef hij een half jaar later onder het pseudoniem 'Markies d'Arnonville' aan Van Zuylen zelf, via de Nederlandse schrijver Gijsbert Jan van Hardenbroek, die alle liefdesbrieven die geschreven werden aan zijn geliefde Belle van Zuylen in kopie verzamelde.
Vele huwelijkskandidaten uit binnen- en buitenland meldden zich bij haar vader; graaf Friedrich von Anhalt-Dessau (1761); Christian von Brömbsen (1762); Jean-Laurent Garcin (1762); neef Frits van Tuyll van Serooskerken (1762); de rooms-katholieke François Noyel, markies van Bellegarde, een vriend van David-Louis de Constant d'Hermenches (1764-66); James Boswell, Laird van Auchinleck (1766); Rijngraaf Friedrich III von Salm-Kyrburg (1766); graaf Georg Ernst von Sayn-Wittgenstein-Berleburg (1768); baron Gijsbert Jan van Hardenbroek (1768); David Wemyss, bekend als Lord Elcho (1770).
Van Zuylen ging op 15 januari 1771, op dertigjarige leeftijd, in ondertrouw en trouwde op 17 februari van dat jaar te Zuilen met de uit het Vorstendom Neuchâtel afkomstige Charles-Emmanuel de Charrière de Penthaz (1735-1808), de voormalige gouverneur in het buitenland van haar broer Willem René. Tot teleurstelling van Van Zuylen bleef het huwelijk kinderloos. Tijdens de (emigratie)reis naar het Vorstendom Neuchâtel, die in juli 1771 begon, verbleef het echtpaar twee maanden in Parijs. Hier volgde Van Zuylen tekenles bij Maurice-Quentin de La Tour. Hij maakte een pastelschets van haar. Beeldhouwer Jean-Antoine Houdon vervaardigde een terracotta buste van haar (met twee gipsen afdrukken voor haar broer Ditie en haar nicht Annebetje).
In september reisde het echtpaar door naar het Vorstendom Neuchâtel en vestigde zich in het familiehuis 'Le Pontet' te Colombier (bij Neuchâtel). Van Zuylen woonde daar met haar schoonvader François (1697-1780) en haar twee ongetrouwde schoonzusters, Louise (1731-1810) en Henriette (1740-1814).
In 1777 bracht Van Zuylen samen met vriendin Claire Cramer-Delon een onaangekondigd bezoek aan de Franse schrijver en filosoof Voltaire in zijn huis te Ferney. Hij trok zich onmiddellijk terug elders in huis, omdat hij het laxeermiddel cassia had ingenomen.
Isabella Agneta Elisabeth van Tuyll van Serooskerken overleed op 65-jarige leeftijd in 'Le Pontet', volgens de overlijdensakte aan een kankergezwel. Twee dagen eerder was ze al in coma geraakt. Haar echtgenoot was van haar dood dusdanig van streek dat hij bij de begrafenis niet aanwezig was. Al in 1802 liet ze in haar testament haar geschriften na aan Henriette L'Hardy (1768-1808), een jongere vriendin.
Eind negentiende eeuw werd haar graf in Colombier geruimd. Waar de restanten van Van Zuylen herbegraven zijn, is niet bekend.

## Werk
Van Zuylen werd in haar tijd door enkele kenners zeer gewaardeerd om haar werk, dat evenwel geen grote oplagen kende en die ze zelf betaalde (behalve Caliste, dat in Parijs gedrukt werd). Vertalingen verschenen tijdens haar leven in het Duits en in het Engels. Sommige werken verschenen eerder in het Duits dan in het Frans.
Na haar dood werden haar boeken soms, maar niet veel herdrukt. De Franse criticus Sainte-Beuve besprak ze in de jaren 1839-1845. De Zwitser Philippe Godet publiceerde na twintig jaar onderzoek  in 1906 een uitgebreide biografie over haar. In 1908 wijdde Marie Loke, de eerste vrouwelijke lector in Nederland, haar oratie Les débuts du roman personnel: Madame de Charrière et son oeuvre aan Belle van Zuylen. Later in de twintigste eeuw werd Van Zuylen bekender door recensies en vertalingen, toen vooral Simone Dubois en later haar man Pierre vanaf 1969 over haar schreven. Van Zuylens verzameld werk verscheen in het Frans tussen 1979 en 1984 bij uitgeverij van Oorschot te Amsterdam.
Op 22-jarige leeftijd publiceerde Van Zuylen anoniem haar eerste novelle, Le Noble, in een Franstalig tijdschrift bij uitgeverij Evert van Harrevelt te Amsterdam. De gecorrigeerde versie kwam in 1763 in boekvorm uit, maar die oplage werd door haar vader uit de handel genomen omdat het een satire was op haar eigen adellijke milieu.
Le Noble werd door de Heer van Obdam & Cie (Jacob Jan van Wassenaer Obdam en toneelspeelster en zangeres Rosette Baptiste) bewerkt tot de opera buffa De Deugd is den Adel waerdig (Vertu vaut bien noblesse). De  opera werd op 2 maart 1769 opgevoerd in de 'Fransche Comedie' te Den Haag, met muziek die mogelijk was gecomponeerd door de vader van Van Wassenaer Obdam.
In 1784 begon Van Zuylens schrijfcarrière pas goed. Ze verbleef ruim anderhalf jaar in Parijs (1786-1787), waar ze veel tijd besteedde aan componeren en klavecimbel spelen. Ze leerde daar in 1786 de dan negentienjarige Benjamin Constant kennen op de literaire bijeenkomsten van Amélie Suard. Constant was een neef van David-Louis Constant d'Hermenches en 27 jaar jonger dan Belle.
Op verzoek van Pierre-Alexandre DuPeyrou, een vriend van Van Zuylen en mecenas van Jean-Jacques Rousseau, werkte ze in 1789-1790 mee aan de correcte uitgave van het tweede deel van 'Bekentenissen', de autobiografie van Rousseau.

## Correspondentie

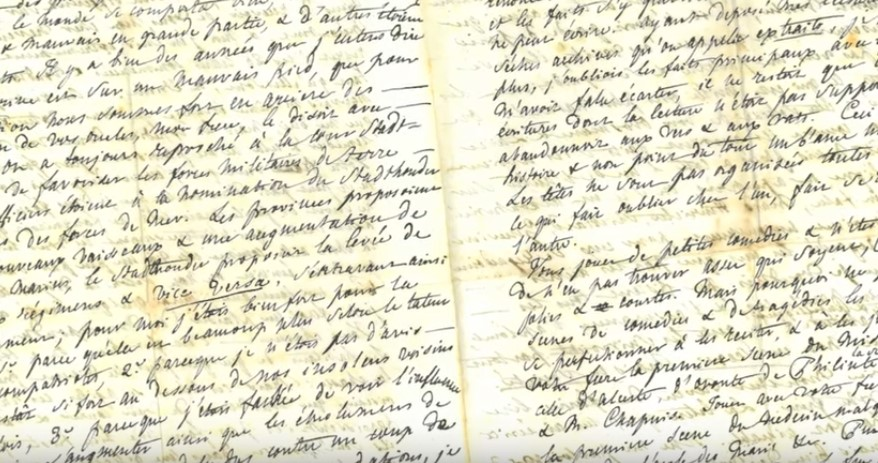
Correspondentie van Belle van Zuylen met haar neef Willem René Tuyll van Serooskerken.

Van Zuylen schreef duizenden brieven - bijna allemaal in het Frans - naar familie, vrienden, geliefden en collega's. Veel van deze brieven zijn verloren gegaan of bewust vernietigd; aan het begin van de eenentwintigste eeuw zijn meer dan 2600 van haar brieven bekend. Tweehonderd van Van Zuylens brieven bevinden zich in Nederlandse archieven. Haar totaalverzameling brieven geeft een indruk van het adellijke leven aan het eind van de achttiende eeuw en van de positie van een (gefortuneerde) vrouw in het bijzonder. Haar belangrijkste briefwisselingen die bewaard zijn gebleven waren met David-Louis Constant d'Hermenches (kolonel in dienst van de Staten-Generaal), de Schotse biograaf James Boswell en haar broer Ditie. Na haar huwelijk in 1771 met Charles-Emmanuel de Charrière onderhield Van Zuylen een uitvoerige correspondentie met haar broer Vincent. Van Zuylen correspondeerde eveneens uitvoerig met Benjamin Constant.  Tot slot zijn ook van de brieven aan haar vriendin, de uit het Vorstendom Neuchâtel afkomstige Henriette L'Hardy en aan haar neef Willem René van Tuyll van Serooskerken van Coelhorst (de zoon van haar broer Vincent) voor een groot gedeelte bewaard gebleven.
Van Zuylen correspondeerde daarnaast met onder meer de diplomaat baron Jean-Pierre de Chambrier d'Oleyres, de vertaler Ludwig Ferdinand Huber en de uitgever Pierre-Alexandre DuPeyrou (een trouwe vriend van Jean-Jacques Rousseau). Ze schreef ook regelmatig met Caroline de Sandoz-Rollin en de Zwitserse schrijfster Isabelle de Gélieu en ontwikkelde zo haar ideeën over de opleiding van vrouwen (een belangrijk thema in haar fictie).

### David-Louis de Constant d'Hermenches

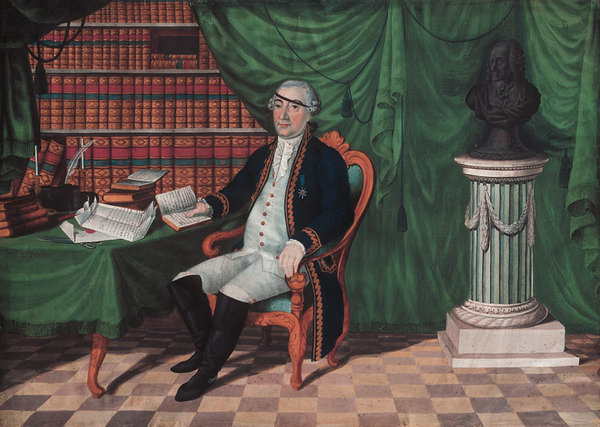
David-Louis Constant d'Hermenches (1722-1785), met een buste van Voltaire, door een onbekende schilder

Toen Van Zuylen negentien was, ontmoette ze de getrouwde Zwitser David-Louis, baron de Constant de Rebecque, seigneur d'Hermenches et Villars-Mendraz (1722-1785), kolonel van een Zwitsers regiment in dienst van de Staten-Generaal. Ze kwam deze achttien jaar oudere man met een reputatie van Don Juan tegen op het bal ter gelegenheid van de zeventiende verjaardag van Carolina van Oranje-Nassau en haar huwelijk een week later. Geheel tegen de regels van de etiquette in vroeg Van Zuylen hem ten dans met de vraag: "Danst u niet, mijnheer?" Tijdens de dans bood hij aan haar muziek via haar zus toe te sturen. Tevens stelde hij voor vrienden te worden. Van Zuylen antwoordde per brief dat ze de vriendschap graag ingevuld wilde zien met correspondentie. Hieruit ontstond tussen hen een geheime, openhartige correspondentie die meer dan vijftien jaar duurde. In deze briefwisseling is duidelijk te zien hoe haar talent voor het schrijven van brieven zich ontwikkelde. Hij prees Van Zuylen om de stijl van haar Franstalige brieven die hij beter vond dan die van zijn vriend Voltaire. In zijn brieven noemde hij haar Agnès omdat Van Zuylen haar eerste brief aan hem had ondertekend met Agnès Isabelle.

### James Boswell

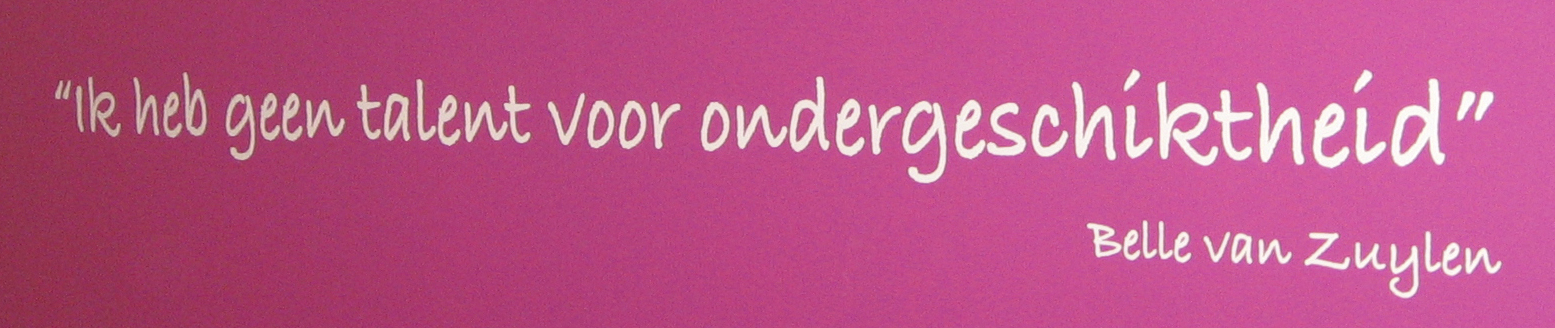
Citaat van Belle van Zuylen op een muur in het kantoor van Atria, kennisinstituut voor emancipatie en vrouwengeschiedenis, Amsterdam, 2014. Vertaling van Je n'ai pas les talents subalternes, brief aan James Boswell.

In augustus 1763 kwam James Boswell aan de universiteit te Utrecht Latijnse colleges burgerlijk recht volgen bij professor Christiaan Hendrik Trotz. Eind oktober noemde hij Van Zuylen voor het eerst in zijn dagboek. Hij gebruikte daar al de naam Zélide, zoals zij zichzelf in haar zelfportret genoemd had.
Op 18 juni 1764 ging hij op grand tour en verklaarde aan Belle niet verliefd op haar te zijn. Zij antwoordde: "Je hebt groot gelijk dat ik er niet voor zou deugen om je vrouw te worden, daarover zijn we het volkomen eens, ik heb geen talent voor ondergeschiktheid".

Je n'ai pas les talents subalternes
— Citaat in een brief aan James Boswell

Op 16 januari 1766 stuurde hij echter vanuit Parijs een voorwaardelijk huwelijksaanzoek (van zestien pagina's) naar Van Zuylens vader, nadat hij daar een dag eerder gesproken had met haar broer Willem René, over hun beider bewondering en genegenheid voor Van Zuylen. Willem René vond hem een goede partij gezien haar naar zijn mening aanmerkelijke onverschilligheid voor een huwelijk met de markies de Bellegarde. Hij voegde er wijselijk aan toe: "Ik ken je manier van denken, maar niet je karakter." Boswells voorwaarden voor een huwelijk met Van Zuylen hielden onder meer in: trouwen volgens de regels van de kerk. Tevens de uitdrukkelijke afspraak dat Van Zuylen moest zweren - ook ten overstaan van haar vader en broers - hem altijd trouw te blijven, nooit plannen te maken voor een ontmoeting of briefwisseling met iemand die niet de goedkeuring zou kunnen wegdragen van haar echtgenoot en haar broers. Én: zonder hun toestemming geen literair werk te laten publiceren of laten opvoeren. Ze zou moeten toezeggen nooit haar stem te verheffen tegen de gevestigde religie of gewoonten van het land waarin ze zich zou bevinden. Ten slotte zouden ook beide vaders moeten instemmen met het huwelijk. Hij vroeg om een snelle en eerlijke beslissing van Van Zuylens vader, als deze verwachtte dat Belle nog steeds de voorkeur aan hem zou geven. Hij wilde de brief graag terug en verzocht deze niet met zijn dochter te bespreken. Beide vaders gingen echter niet akkoord met zijn huwelijksplannen.

### Proza

#### Originele publicaties (selectie)
- 1762: Portrait de Mll de Z., sous le nom de Zélide, fait par elle-même
- 1763: Le Noble - Conte moral in Le Journal étranger combiné avec L’Année littéraire, tijdschrift Amsterdam.[31]
- 1784: Lettres de Mistriss Henley publiées par son amie
- 1784: Lettres neuchâteloises.
- 1785: Lettres écrites de Lausanne
- 1787: Caliste ou continuation de Lettres écrites de Lausanne
- 1788: Réflexions sur la générosité et sur les Princes
- 1789: Plainte et défense de Thérèse Levasseur
- 1793: Lettres trouvées dans la neige, I-X, Neuchâtel
- 1793: Lettres trouvées dans des porte-feuilles d’émigrés
- 1795: Elise ou l'Université
- 1795: Trois Femmes
- 1798: L’Abbé de La Tour, bundel bestaande uit de novelles Les Ruines de Yedburg, Trois Femmes, Honorine d’Userche en Sainte Anne.[32]
- 1799: Sainte-Anne
- 1806: Sir Walter Finch et son fils William.

### Correspondentie
Na de brieven uit Correspondances et textes inédits (Éd. Guillemette Samson en anderen, 2006) zijn nog de volgende brieven gevonden:
- Haar brief aan de [5e] Graaf van Athlone [Frederik Christiaan Reinhard van Reede] vanuit Lausanne, 11 april 1772[33][34]
- Brief van de Bisschop van Blois, Alexandre-Amédée de Lauzières de Thémines, 31 augustus 1789[35]
- Twee brieven van dokter Le Fèvre, hoofdchirurg van het militair ziekenhuis, Pont-Sainte-Maxence-sur-Oise, 23 augustus 1794 en oktober 1794[36]
- Haar vier brieven aan haar neef Carel Lodewijk van Tuyll van Serooskerken (1784-1835)[37] uit 1797-1799[38][39][40]
- Brief van Michael Ludwig von Wagner, Bern, 5 januari 1800[41]

### Essays
- 1764: Lettre sur les opérations militaires en Corse in de Gazette d'Utrecht over militaire operaties op Corsica aan de hand van brieven van Constant d’Hermenches.[42]
- 1786: Examen de la tragédie d’Electre
- 1787: Observations et conjectures politiques
- 1789: Lettres d'un évêque francais à la nation
- 1788: Réflexions sur la générosité et sur les Princes. (Vertaald in 2005 als Over de noodzaak van edelmoedigheid, in het bijzonder voor vorsten. Inleiding en commentaar Madeleine van Strien-Chardonneau. Vertaling Suzan van Dijk. Oegstgeest, Genootschap Belle de Zuylen, 2005. 40 p. Frans-Nederlands)
- 1797: Réponse à l’écrit du colonel de La Harpe intitulé: De la neutralité des gouvernans de la Suisse depuis l’année 1789

### Toneel en libretti
- 1785: La famille d’Ornac, blijspel
- 1785: L’Incognito, librettoHandschrift van Belle van Zuylen. Libretto voor de opera Pénélope (1785), partij van Eurymachus[43] [bron?]
- 1785: Pénélope, libretto

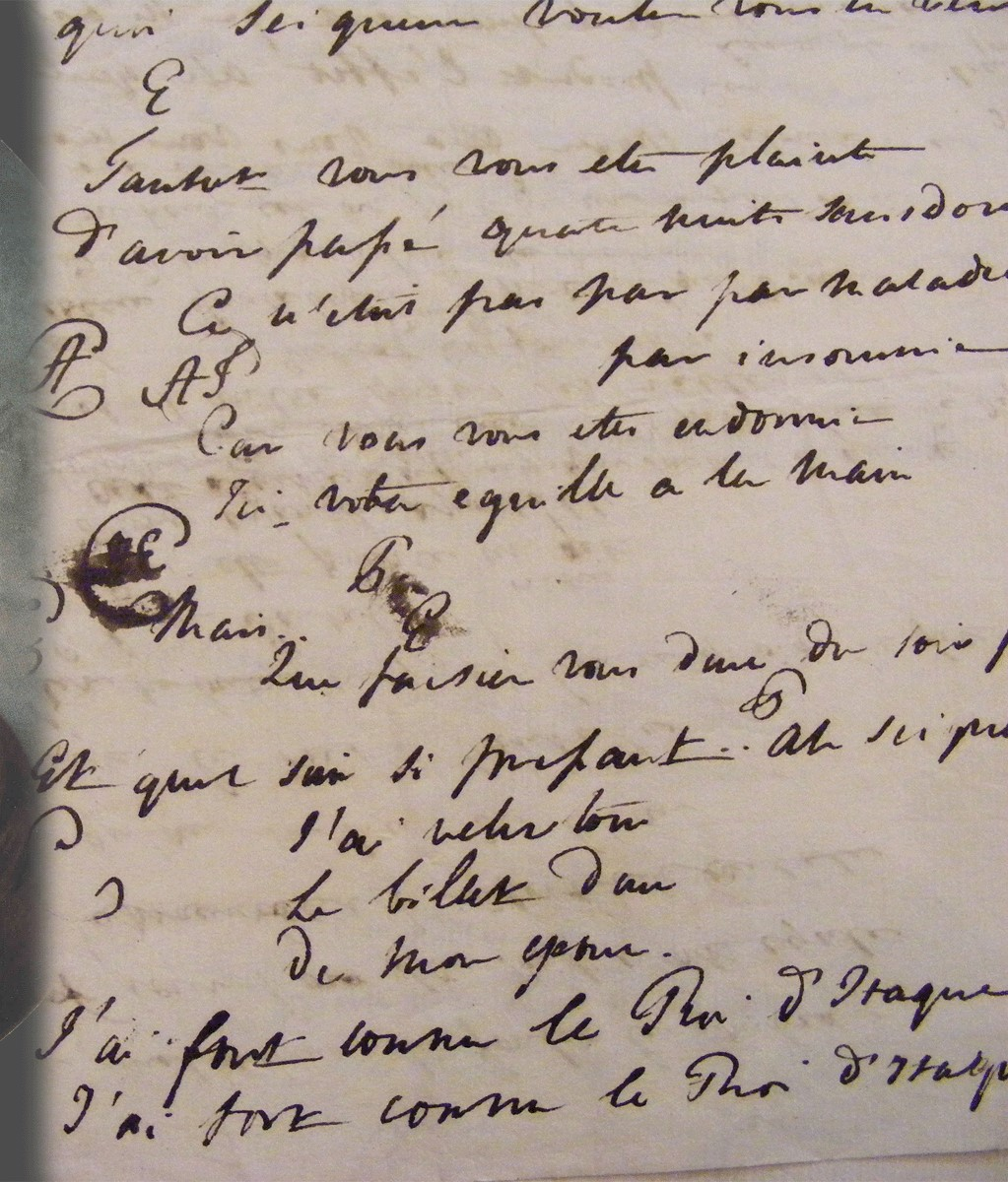
Handschrift van Belle van Zuylen. Libretto voor de opera Pénélope (1785), partij van Eurymachus

- 1788: Les Phéniciennes, tragedie gedrukt in Neuchâtel
- 1789: Attendez revenez, blijspel
- 1790: Polyphème ou le Cyclope, operalibretto
- 1792: Zadig, opera
- 1794: L’Emigré , toneel
- 1794: La parfaite Liberté ou les vous et les toi, toneel
- 1794: Elise ou l’Université, toneel
- (vóór) 1796: L’Extravagant, toneel
- 1800: L’Enfant gâté ou le fils et la nièce, toneel

### Muziekcomposities
- Zes menuetten voor strijkkwartet
- Negen pianosonates
- Tien airs en romances voor sopraan en piano
- Chansonette bretonne. Menuetto IV & Trio.

## Moderne uitgaven en vertalingen

### Nederlandse vertalingen (na 1984)
- Triste contradiction. Portrait de Zélide. Inleiding en vertaling Kees van Strien. Leiden, Kopwit, 2005. 41 p. Ill. Irène Prinsen.[44] Frans-Nederlands.
- De edelman, in: Alles of Niets. Amsterdam, Meulenhoff, 1986;
- De edelman - Een verhaal met zedelijke strekking. Vertaald door Rosalien van Witsen. Met een essay van Nelleke Noordervliet en een uitleiding door Kees van Strien. Amsterdam, Uitgeverij van Oorschot, 2013. 63 p.[18]
- Mrs. Henley, in: Alles of Niets. Amsterdam, Meulenhoff, 1986.
- Brieven uit Neuchâtel. Vertaling en nawoord Leo van Maris. Amsterdam, L.J. Veen, 1997. 104 p.
- Cécile, in: Alles of Niets. Amsterdam, Meulenhoff, 1986.
- De geschiedenis van Caliste, in: Alles of Niets. Amsterdam, Meulenhoff, 1986.
- Welgeboren, in: Een keuze uit haar werk. Amsterdam, G.A. van Oorschot, 1979.
- Over de noodzaak van edelmoedigheid, in het bijzonder voor vorsten. Inleiding en commentaar Madeleine van Strien-Chardonneau. Vertaling Suzan van Dijk. Oegstgeest, Genootschap Belle de Zuylen, 2005. 40 p. Frans-Nederlands.
- Aanklacht en verdediging van Thérèse Le Vasseur, in: Een keuze uit haar werk. Amsterdam, G.A. van Oorschot, 1979.
- IJdelheid en liefde, in: Een keuze uit haar werk. Amsterdam, G.A. van Oorschot, 1979.
- Drie vrouwen. Roman., in: Een keuze uit haar werk. Amsterdam, G.A. van Oorschot, 1979.
- Honorine d'Userche. Als liefde aan het taboe ten ondergaat. Vertaald en ingeleid door Simone en Pierre Dubois. Den Haag, Nijgh & Van Ditmar, 1985. 98 p.
- Mijnheer Sainte Anne. Vertaling Johanna Stouten. Amsterdam, Querido, 1985. 107 p. Uitgave van een deel van deze novelle Sainte-Anne
- Brief van Walter Finch aan zijn zoon. Vertaald en ingeleid door Simone en Pierre Dubois. Den Haag, Nijgh & van Ditmar, 1987. 96 p.

### Vertalingen in andere talen
Uit het Frans zijn er behalve in het Nederlands, ook vele vertalingen van proza van Isabelle de Charrière gemaakt in andere talen.
Hieronder wordt per taal de eerste vertaling van een originele Franse titel van Belle van Zuylen aangegeven.
- in het Duits 1772 Le noble[45]
- in het Engels 1799 Lettres écrites de Lausanne[46] en Caliste[47]
- in het Nederlands 1942 Caliste[48]
- in het Deens 1980 Le noble, Mrs. Henley[49]
- in het Japans 1990 Le noble[50]
- in het Italiaans 2005 Mrs. Henley, Lettres écrites de Lausanne, Lettres Neuchâteloises[51]
- in het Koreaans 2011 Mrs. Henley[52]

Verder zijn er ook wetenschappelijke publicaties over Belle van Zuylen en haar werk verschenen in het Russisch 1930; Spaans 1937; Noors 1988; Turks 2001; Hebreeuws 2009.

### Correspondentie (vertaald)
- Rebels en beminnelijk. Brieven van Belle van Zuylen-Madame de Charrière (1740-1805) aan Constant d'Hermenches, James Boswell, Benjamin Constant en anderen 1760-1805. Uitgezocht, ingeleid en vertaald door Simone Dubois. Amsterdam, Arbeiderspers, 1971 / 1979. 178 p.[53]
- Ik heb geen talent voor ondergeschiktheid. Belle van Zuylen in briefwisseling met Constant d'Hermenches, James Boswell en baron Van Pallandt. Vertaling en nawoord Greetje van den Bergh. Amsterdam, G.A. van Oorschot, 1987. 744 p.
- Je bent een allerbeminnelijkste dwaas. Belle van Zuylen in briefwisseling met Benjamin Constant. Vertaling en voorwoord Greetje van den Bergh. Amsterdam, G.A. van Oorschot, 1990. 528 p.
- Agnès à d'Hermenches. Lettre du 3 octobre 1768. Vertaald door Greetje van den Bergh. Woubrugge, Avalon Pers, 1990. 32 p. (Frans-Nederlands).
- Lettre à James Boswell - brief aan James Boswell. Vertaald door Pierre H. Dubois. La Haye, Mikado Pers, 1994. 19 p. (Frans-Nederlands).
- Brief aan Vincent [haar broer] [14.07.1780]. Vertaald door Pierre en Simone Dubois. Prent van Doortje de Vries. Apeldoorn, Eikeldoorpers, 1998. 14 p. (Frans-Nederlands).
- Boswell en Holland met de volledige correspondentie met Belle van Zuylen. Vertaald, bewerkt en ingeleid door Jan Pieter van der Sterre m.m.v. C.D. van Strien. Amsterdam, Atlas, 2000. 456 p.

### Themavertalingen uit haar brieven en verhalen
- Trix Trompert-van Bavel: Belle van Zuylen en haar honden. Groenlo, in eigen beheer, 2014. 31 p. ISBN 9789081290104 (Nederlands - Frans)
- "A Teaching Devil". Lessen voor het leven, brief- en romanfragmenten. Vertaling Marjolein Hogewind-Laffrée. Wassenaar, Genootschap Belle van Zuylen, 2015. 56 p.

### Wetenschappelijke uitgaven van de originele teksten
- Œuvres complètes [de] Isabelle de Charrière, Belle de Zuylen, Édition critique par J-D. Candaux, C.P. Courtney, Pierre H. Dubois, Simone Dubois-de Bruyn, P. Thompson, J. Vercruysse, D.M. Wood [M. Flothuis, A. Schnegg et M. Gilot]. Amsterdam, G.A. van Oorschot, 1979-1984. 
  - Tome 1, Correspondance 1, 1753-1766 (1979);
  - Tome 2, Correspondance 2,  1767-1786 (1980);
  - Tome 3, Correspondance 3, 1787 - mars 1793 (1981);
  - Tome 4, Correspondance 4, avril 1793-décembre 1794 (1982);
  - Tome 5, Correspondance 5, 1795-1799 (1983);
  - Tome 6, Correspondance 6, 1800-1805 (1984),
  - Tome 7, Théâtre 1764-1801 (1979);
  - Tome 8, Romans, contes et nouvelles 1, 1763-1797 (1980);
  - Tome 9, Romans, contes et nouvelles 2, 1798-1806 (1981);
  - Tome 10, Essais, Vers, Musique (1981)
- Die wiedergefundene Handschrift: Victoire ou la vertu sans bruit. Magdalene Heuser. In: Editio. Internationales Jahrbuch für Editionswissenschaft. 11 (1997), p. 178-204. ISSN 0931-3079[54]
- van Strien, K.: Isabelle de Charrière (Belle de Zuylen). Early Writings. New Material from Dutch Archives, Series: La République des Lettres, 25 Éd. Kees van Strien, Leuven, Éditions Peeters, 2005. VI-338 p. ISBN 978-90-429-1646-3[55]
- Correspondances et textes inédits. Éd. Guillemette Samson, J-D. Candaux, J. Vercruysse et D. Wood. Paris, Honoré Champion, 2006 423 p. ISBN 978-2-7453-1310-2, dat onder andere vier teksten en 27 brieven van en aan Belle van Zuylen bevat[56] die zijn gevonden ná de publicatie van de Œuvres complètes (J-D. Candaux en anderen) zoals:
  - Haar brief aan James Boswell, Utrecht, 27 maart 1768[57]
  - Brief van Nicola Antonio Zingarelli, Milaan, 24 november [1792][58]
  - Brief van Benjamin Constant, 25 oktober 1793[59]

### Herdrukken
- Une aristocrate révolutionnaire : écrits, 1788-1794, Éd. Isabelle Vissière; index et notes Jean-Louis Vissière. Paris, Édition des femmes, 1988.
- Une liaison dangereuse : correspondance avec Constant d’Hermenches, 1760-1776, Éd. Isabelle et Jean-Louis Vissière. Paris, La Différence, 1991.
- Lettres neuchâteloises, Éd. Isabelle et Jean-Louis Vissière, préface Christophe Calame. Paris, La Différence, 1991.
- Honorine d’Userche : nouvelle de l’Abbé de La Tour. Toulouse, Ombres, 1991.
- Lettres trouvées dans des portefeuilles d’émigrés : 1793, préface Colette Piau-Gillot. Paris, Côté-Femmes, 1993, (Des femmes dans l’histoire.)
- Trois femmes. Préface Claire Jaquier. Lausanne, L’Âge d’Homme, 1996.
- Correspondance Isabelle de Charrière et Benjamin Constant (1787-1805), Éd. Jean-Daniel Candaux. Paris, Desjonquères, 1996.
- Sainte Anne, Éd. Yvette Went-Daoust, Amsterdam, Rodopi, 1998.
- Sir Walter Finch et son fils William : suivi de lettre à Willem-René Van Tuyll Van Serooskerken, Éd. Valérie Cossy. Paris, Desjonquères, 2000.

## Le Noble, conte moral, 1763

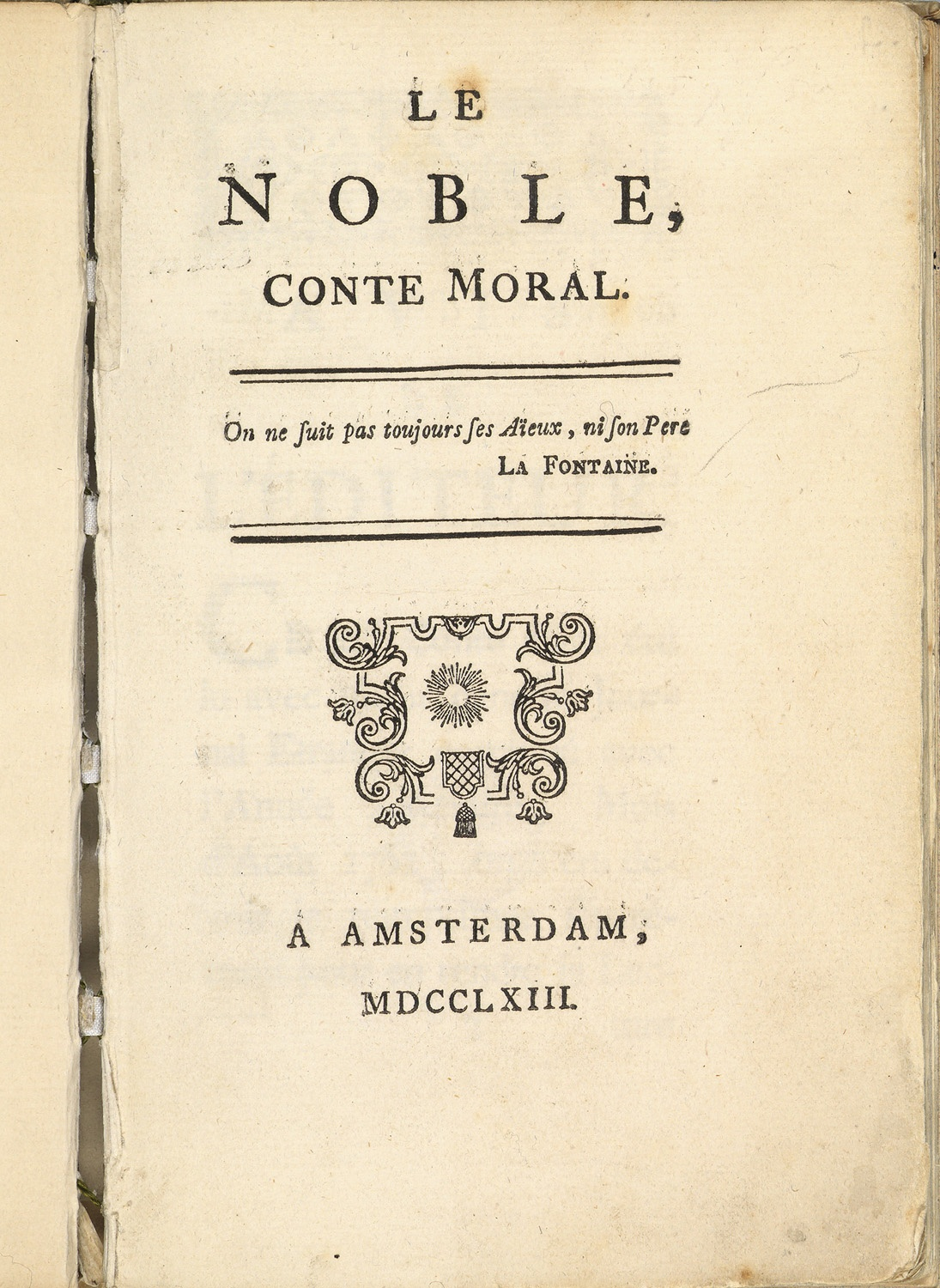
Titelpagina van Le Noble, conte moral, Amsterdam 1763. Motto: "On ne suit pas toujours ses aïeux, ni son père. La Fontaine."

Belle van Zuylen publiceerde deze vertelling anoniem toen ze 22 was in een Franstalig tijdschrift bij de Amsterdamse uitgeverij van Evert van Harrevelt. Van Zuylens ouders kochten de gehele oplage van de uitgave in boekvorm in 1763 op, om verdere verspreiding van deze satire op de adel te voorkomen. De Duitse dichter en staatsman Johann Wolfgang Goethe recenseerde van deze "moralistische vertelling" de Duitse vertaling Die Vorzüge des alten Adels op 3 november 1772 in de Frankfurter Gelehrten Anzeigen.
Bovendien heeft de Heer van Obdam & Cie Le Noble daarna bewerkt tot de opera buffa De Deugd is den Adel waerdig (Vertu vaut bien noblesse). Deze Compagnie bestond uit Jacob Jan van Wassenaer Obdam, een zoon van de componist Unico Wilhelm van Wassenaer Obdam, en de toneelspeelster en zangeres Rosette Bapiste, tevens minnares van Jacob. Deze opera buffa werd op 2 maart 1769 in de Fransche Comedie in Den Haag opgevoerd, op muziek die wijlen vader Unico gecomponeerd zou kunnen hebben.

## Iconografie: portretten van Belle van Zuylen

### Achttiende eeuw

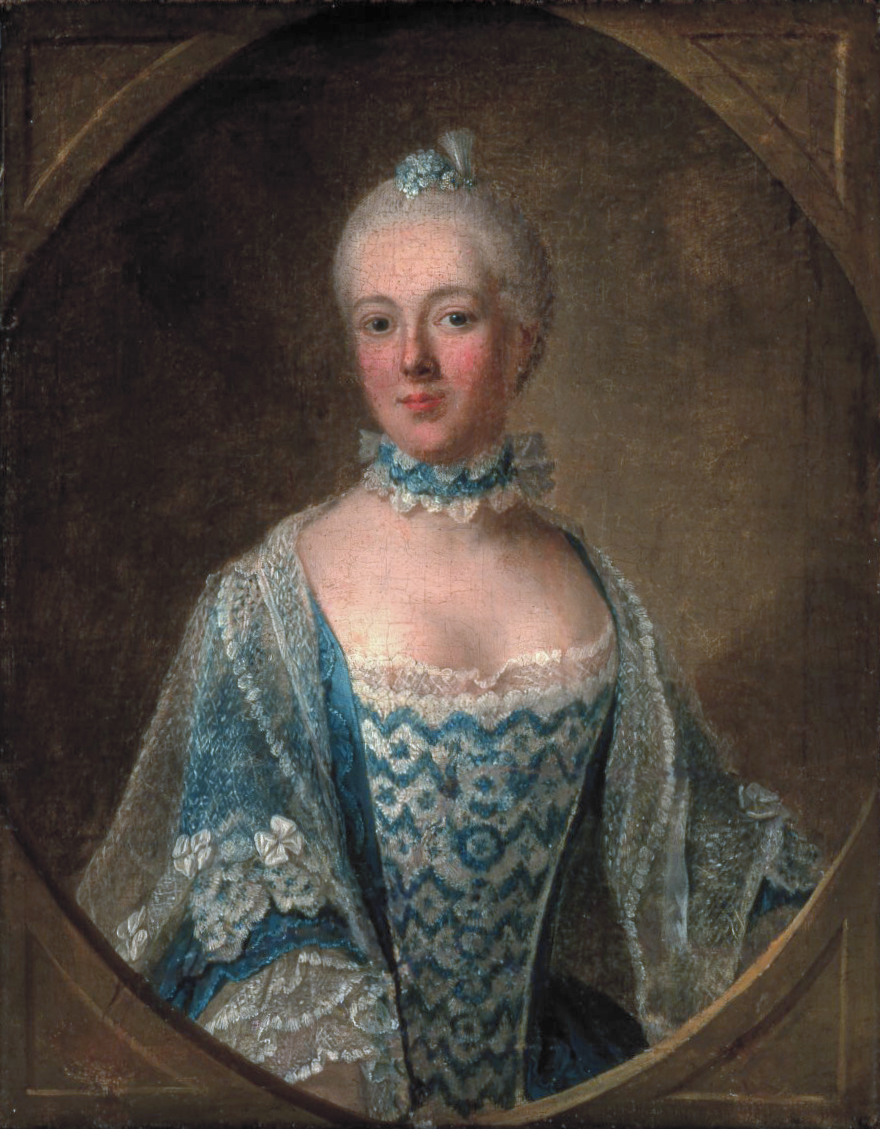
Olieverfschilderij door Guillaume de Spinny (1759)
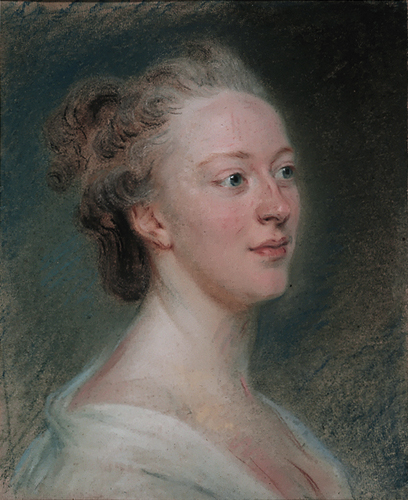
Pastel door Maurice-Quentin de La Tour (1766)
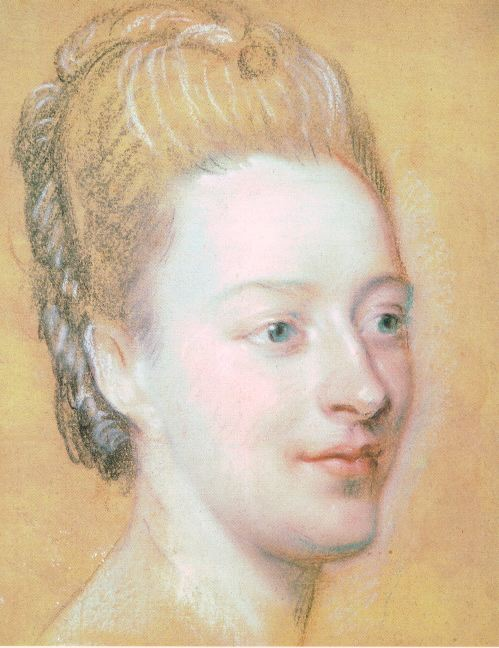
Pastel door Maurice-Quentin de La Tour (1771)
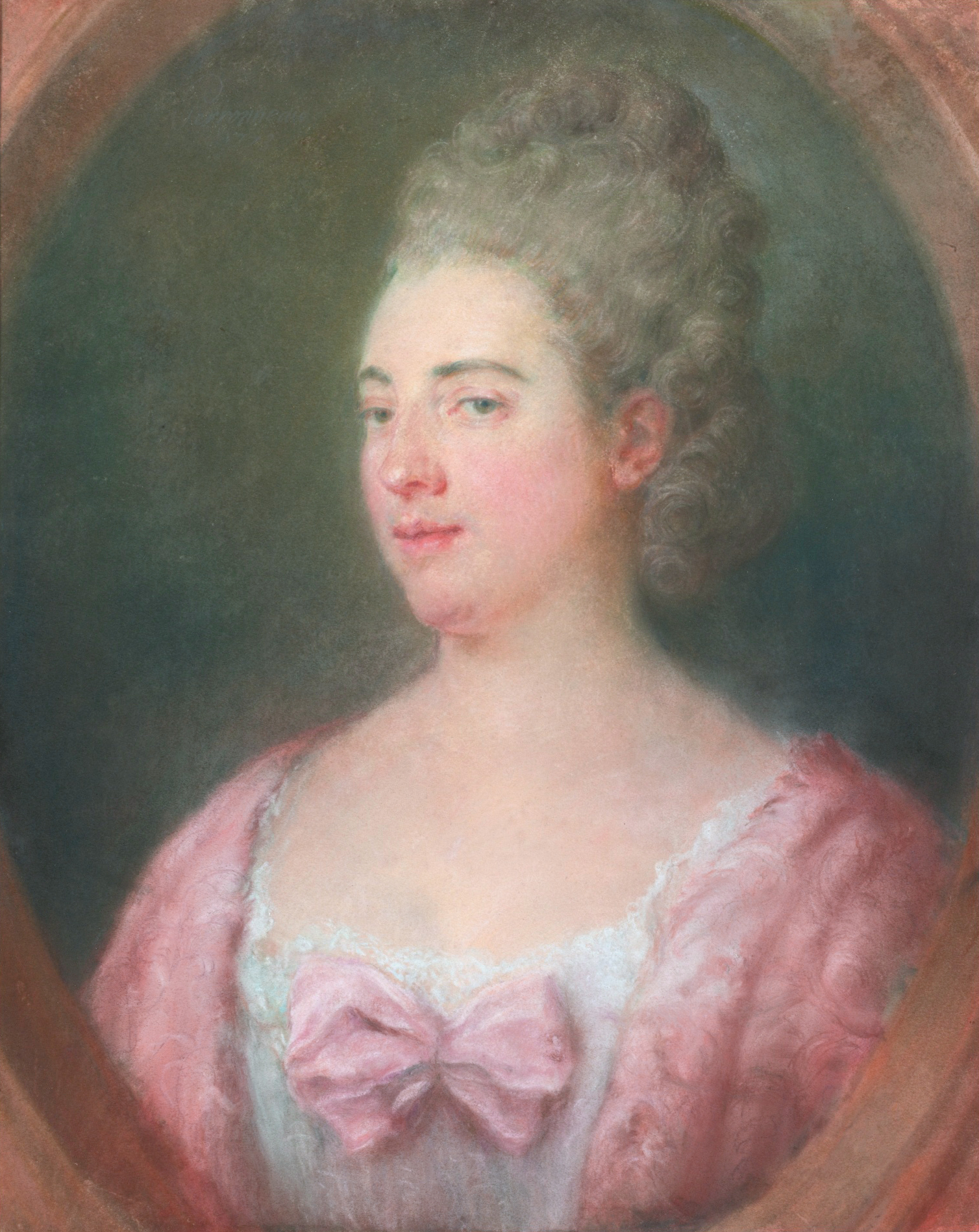
Pastel door Jean-Baptiste Perronneau (1773)[noot 4]
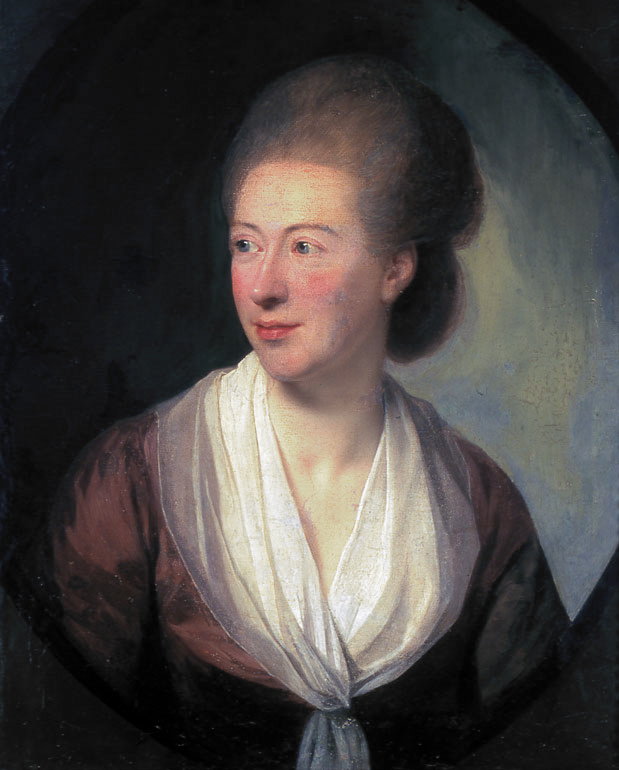
Olieverfschilderij door Jens Juel (1777)

Achttiende eeuw
- Jacob Maurer: olieverfschilderij, ca. 1770.[72]
- Jean-Antoine Houdon: buste 1771.[73]
- Jean-Antoine Houdon: buste, 1771.[74][75]
- Jean Humbert: olieverfschilderij, 1774.[76]
- Jens Juel: tekening 1777.[77]
- Léonard-Isaac Arlaud: rond miniatuur schilderij, 1781.[78]
- Léonard-Isaac Arlaud: ovaal miniatuur schilderij, 1781.[79]
- Marianne Moula: silhouet, 1788.[80]

Negentiende eeuw
- Leopoldus Jacobus Ledel: olieverfschilderij, 19e eeuw.[81]
- Antoinette (Julie) d' Albert-Durade: lithografie, 1848.[82][83][84]

Twintigste eeuw
- Gustave Jeanneret: lithografie, 1906.[85]
- Godefroy cartoon, 1906.[86]
- Charles Eyck: schilderij, 1950.[87]
- Toon Kelder: tekening, 1971.[88]
- Ton Sondaar: beeld, 1983.[89]
- Ton Sondaar: beeld, 1983.[90]
- Paulus Reinhard: penning, 1993.[91][92]

Eenentwintigste eeuw
- Fanny Kiezenberg: beeld, 2001.[93]
- Irène Prinsen: tekeningen, 2005.[94]
- Margot Verhoeven: schilderijen, 2010.[95]
- Eveline van Duyl: beeld, 2011.[96]
- Maarssense Kunstschilders: schilderijen, 2013.[97]
- Milan Kovačević: tekening, 2014.[98]
- Emo Verkerk: schilderijen, beeld, 2014.[99][100][101]
- Mélanie Kerebel: aquarel, 2015.[102]
- Eliane Gerrits: illustratie, 2016.[103]
- Hisko Hulsing: illustratie, 2017.[104][105]
- Karin Wichers: beeld, 2020. Belle van Zuylenring, International Literature Festival Utrecht (ILFU).[106][107]
- Héloïse Dorsan Rachet: illustratie, 2022.[108]
- Anoniem: portret, 2023.[109]
- Isabella Bannerman: tekening 2024.[110]

Gebaseerd op:
- Frits G. L.O. van Kretschmar, Who painted the portraits of Belle de Zuylen and her family-circle? In: Lettre de Zuylen, Bulletin de l'association Belle de Zuylen - Isabelle de Charrière, 1977, 2, p. 12-17
- Constance Thompson Pasquali: Madame de Charrière à Colombier. Iconographie. Neuchâtel, Bibliothèque de La Ville, 1979. 48 p.
- A. van der Goes en anderen: Op Stand aan de Wand. Vijf eeuwen familieportretten in Slot Zuylen. Slot Zuylen, 1996. 172 p.
- RKD-Nederlands Instituut voor Kunstgeschiedenis
- Rijksdienst voor het Cultureel Erfgoed (RCE) Collectie Nederland

## Van Zuylen en haar werk in romans, toneel, muziek en film
Chronologisch:

### Romans
- Johan van der Woude, Belle van Zuylen. Amsterdam, De Spieghel / Mechelen, Het Kompas, [1934].[111][112][113]
- Dorothy Farnum. De godin van Oud-Zuilen. Amsterdam, Elsevier, 1960.
- Joke J. Hermsen, De liefde dus. Roman. Amsterdam: Arbeiderspers, 2008.
- Amalia Baracs, Klokkenspel voor Belle van Zuylen. Ill. Marthe Philipse. Amsterdam, Gopher, 2015. ISBN 9789051799163

### Toneel
- Robert Egeter van Kuyk (vertaler toneelstuk), Madame de Charrière ontvangt, Amsterdam, Meulenhoff, 1975.[114]
- Annemarie Prins. Schrijf aan mij, houd van mij. Amsterdam, Theatergroep Terzijde, 1975.[115]
- Ethel Portnoy, Belle van Zuylen ontmoet Cagliostro. Toneelstuk in twee bedrijven. Amsterdam, Meulenhoff, 1978.[116][117]
- Brieven, Haarlem, Stichting Toneelschuur Producties, 1981.[118]
- Nelleke Noordervliet, Belle en Benjamin. Amsterdam, FRI-Theatergroep CREA, 1990.[noot 5],[119]
- Carel Alphenaar[120] en Hanna Laus, De absolute vrijheid of het gejij en gejou. Den Haag, Theaterfestival, 6 september 1991.[121][122][123]
  - Een bewerkte uitvoering[124] als kostuumdrama door toneelgroep ‘Het Portret Spreekt’ onder regie van Gepke Witteveen. Den Haag, theater Première Parterre, 27 mei 2017.[125][126]
- Ineke ter Heege & Jan-Jaap Jansen, Belle of geen talent voor ondergeschiktheid. Monnickendam, Theatergroep de Kern, 1993.[127]
  - Omgewerkt door Audrey van der Jagt tot hoorspel op cd met muziek van Belle van Zuylen. Rumpt, Hoorspel Nú, 2010. Belle van Zuylen, een liefde in brieven.[128]
  - Ook bewerkt door Jan-Jaap Jansen tot theatermonoloog Belle gespeeld door Marieke de Kruijf, 2011.
- Spectacle-lecture van De Vluchteling (L'Emigré) en De Ontroostbare  (L'Inconsolable) door fRi-theatergroep CREA, regie: Liliane Alexandrescu, vertaald door Marjolein Laffree. Slot Zuylen 26 oktober 2002.
- L'année de Belle, une belle année in Slot Zuylen door theatergroep Maarssen’32 onder regie van Ineke de Jongh juni 2005.[129]
- Wilko Tieben, Belle in de geest van Voltaire in het kerkje van Oud Zuilen door theatergroep Maarssen’32 onder regie van Dea Koert november 2005.
- Alana Gillespie, Eenakter Belle&James door het Engelstalige toneelgezelschap Boisterous Oyster Playhouse op 23 maart 2008 in het Slot Zuylen.[130]
- A.M.R. Gillespie en H.J Vinke, Vijf Nederlandse toneelstukken over Belle van Zuylen in kamers van Slot Zuylen op 23 november (en 7 december) 2008 door het Boisterous Oyster Playhouse.[131]
- Op bezoek bij Belle. Een toneelimpromptu. Toneelgroep FRI-CREA, onder regie van Liliana Alexandrescu. Slot Zuylen, 15 november 2015.[noot 6]
- La Noble ou l’art d’être une belle noble, een Nederlandse toneelbewerking van Le Noble, de eerste roman van Belle van Zuylen, door Eva Mathijssen onder regie van Gepke Witteveen gespeeld in het theater Première Parterre te Den Haag op 19 oktober 2019.[132]
- Belle, 360 graden theaterervaring dwars door Slot Zuylen, door theatergroep Matrose vanaf 19 augustus 2022.[133]

#### Muziektheater
- La dame du Pontet, Isabelle de Charrière. Komedie van Anne-Lise Tobagi door la Compagnie théâtrale « La Colombière » in het Théâtre de Colombier, 29 december 2007.[134][135]
- Très Belle, een muzikaal brievenverhaal door acteurs Maaike van der Meer en Boris van den Wijngaard en claveciniste Martine Visser in Salon Saffier te Utrecht op 14 september 2008.[136]
- Belle en Boswell soiree, een muzikale vertolking van de briefwisseling tussen Belle van Zuylen en James Boswell door Crissman Taylor en celliste Maaike Peters op 11 november 2012 (try-out bij het project 'Gluren bij de buren - Lunetten' van theater De Musketon).
- Belle van Zuylen muzikaal. Maaike Peters (cello, Belle), Crissman Taylor (mezzo-soprano) en Robert Hoving (bariton, Boswell) brengen op muzikale wijze een bijzondere briefwisseling van Belle van Zuylen naar de Dorpskerk te Blaricum op 24 maart 2013.[137]
- Belle and Boswell. An unconventional correspondence. Crissman Taylor (mezzo-soprano), Maaike Peters (cello, en Belle) en Robert Hoving (bariton, Boswell) op 21 juni 2013 Huygens instituut te Den Haag.[138]
- Op bezoek bij Belle, een muzikaal verhaaldiner door Anneke Laverman en Marloes Robijn met muziek van Berend Ike op 3 november 2013 in de werfkelder In De Ruimte te Utrecht.[139]
- Belle and Boswell Deliciously ill-faded.. Muzikaal theaterstuk van Crissman Taylor, zang, Maaike Peters, cello (Belle), Robert Hoving, zang (Boswell) en Elizabeth van Malde, piano op 10 mei 2014 Noord-Hollands Archief Haarlem.[140]
- Belle: haar liefdes, haar leven voorstelling van Tamar Muziek Theater met Anita van Soest (Belle) en Paul Gelsing over Belle van Zuylen op 20 oktober 2019 in Slot Zuylen.[141]
- Belle, vertel! Muziektheater, ook voor kinderen vanaf 10 jaar door Camerata Trajectina[142] op Slot Zuylen. Script: Malou de Roy van Zuydewijn; regie: Lenneke Maas. Van 17 juni t/m 4 juli 2021.

### Film en televisie
- Digna Sinke, Belle van Zuylen - Madame de Charrière. Film door Studio Nieuwe Gronden, 1993;
  - (Het Nederlands Scenario). Amsterdam, International Theatre & Film Books, 1993. 123 p. ISBN 9789064033322
  - Driedelige televisie-serie op 4, 11 en 18 oktober 1996. Video, Weesp, Arcade, 1996;
  - Dvd, Amsterdam, Homescreen, 2005.

## Recensies (18e eeuw)
- Johann Wolfgang Goethe heeft een recensie geschreven in de Frankfurter Gelehrten Anzeigen (03.11.1772) over het in het Duits vertaalde boek (van 'Le Noble') Die Vorzüge des alten Adels, (anoniem uitgegeven, vertaald door Johann Lorenz Benzler), Lemgo, Meyer, 1772.[60]
- August Wilhelm Schlegel heeft een recensie geschreven in de Allgemeine Literatur-Zeitung (04.10.1796) over het in het Duits vertaalde boek 'Honorine von Üserche, oder die Gefahr der Systeme. Eine Novelle von dem Abbé de la Tour', vertaald door Ludwig Ferdinand Huber, Leipzig, Peter Philipp Wolf, 1796.

## Slavernij en koloniale zaken
In 2021 publiceerde Caroline Drieënhuizen met medewerking van Marjet Douze in de bundel Slavernij en de stad Utrecht een artikel over de financiële, sociale en intellectuele verbanden van Belle van Zuylen met slavernij en koloniale zaken. Volgens Drieënhuizen en Douze schreef Van Zuylen drie romans waarin slavernij en koloniën voorkomen. Ze stellen dat ze daarin slavernij niet veroordeelde, en dat ze zich ook in haar uitgebreide bewaard gebleven correspondentie van meer dan 2600 Franstalige brieven niet kritisch uitliet over slavernij. Suzan van Dijk, Belle van Zuylen-expert en KNAW-onderzoeker, wijst echter op het tegendeel in Van Zuylens brieven en het vervolg van Trois Femmes in haar antwoord op dit artikel, dat ze 'te kort door de bocht' vindt.
In 1778 erfde Van Zuylen van haar overleden vader een bedrag van ruim 160.000 gulden. Daar bleef na aftrek van de bruidsschat  een kleine honderdduizend gulden van over. Een deel was belegd in koloniale zaken: haar waardepapieren (onroerend goed niet inbegrepen) hadden voor veertig procent betrekking op aandelen in de VOC en WIC en obligaties in plantages in Suriname, de Britse South Sea Company en in de eveneens Britse East India Compagny, Uit notariële akten in het Utrechts Archief blijkt dat van haar koloniale aandelen binnen vijf jaar – in elk geval – bijna zeventig procent werd verkocht.

## Eerbewijzen
- In 2004 werd Belle van Zuylen gekozen tot Grootste Utrechter aller tijden.[148]
- In 2007 is Belle van Zuylen gekozen in het Pantheon[149] van het Literatuurmuseum: permanente expositie van de tophonderd van (overleden) schrijvers als hoogtepunten uit de literaire cultuur.
- In 2008 werd de Utrechtse Literaire Canon vastgesteld met Belle van Zuylen op de eerste plaats.[150]

## Vernoemingen

### Genootschap Belle van Zuylen
- In 1974 werd het Genootschap Belle van Zuylen opgericht mede door Simone en Pierre H. Dubois.
- Op 10 mei 2004 werd het archief van het Genootschap Belle van Zuylen overgedragen aan het Noord-Hollands Archief te Haarlem.[151]

### Locaties en geplande toren
- Omstreeks 2006 was er een plan om in Leidsche Rijn een toren met de naam Belle van Zuylen met een hoogte van 262 meter te bouwen. Dit plan werd in januari 2010 geschrapt door de gemeente Utrecht en de projectontwikkelaar door de te hoge financiële risico's.
- De gemeenten Alkmaar, Amstelveen, Amsterdam, Apeldoorn, Arnhem, Castricum, Culemborg, Gilze-Rijen, Goirle, Gorinchem, Gouda, Haarlem, Heemstede, Hoofddorp, Huizen, Leiden, Maassluis, Oud-Zuilen, Pijnacker, Spijkenisse, Tilburg, Utrecht, Venray, Weert, Zoetermeer, en Zuid-Scharwoude hebben of een brink, brug, hof, hove, laan, pad, plein of straat naar haar vernoemd.
- In het Academiegebouw op het Domplein 29 te Utrecht bestaat een Belle van Zuylenzaal. In de Universiteitsbibliotheek van Amsterdam aan de Singel 425 is ook een Belle van Zuylenzaal.

### Postzegels
- In 1978 werd een Zomerpostzegel met tekst van haar uitgegeven. De aanvankelijke tekst werd afgekeurd door PTT Post als te gewaagd (namelijk te feministisch).[152]
- In april 2013 werd door PostNL een postzegel uitgebracht van Van Zuylen en vijf andere bijzondere vrouwen uit de Nederlandse geschiedenis, in het kader van het verschijnen van het boek (en de tentoonstelling) 1001 vrouwen uit de Nederlandse geschiedenis.[153]

### Prijzen
- De Belle van Zuylenprijs door uitgeverij Van Oorschot werd in 1984 toegekend aan Simone Dubois-de Bruyn.[154] In 1987 werd de prijs gewonnen door Charles B. Timmer.
- De tweejaarlijkse Prix Belle de Zuylen werd in 2006 ingesteld door het Genootschap Belle van Zuylen samen met het project The international reception of women’s writing 1700-1900 van het  onderzoeksinstituut voor geschiedenis en kunstgeschiedenis van de Universiteit Utrecht voor een master’s thesis in het Frans, Engels of Nederlands met de focus op Isabelle de Charrière en haar werk of andere vrouwelijke Europese schrijfsters uit dezelfde periode.[155]
- De Belle van Zuylenring vanaf 2020, zie onder Wetenschap en literatuur
- De Koninklijke Vereniging voor Nederlandse Muziekgeschiedenis heeft met ingang van 2023 de tweejaarlijkse Belle van Zuylenprijs ingesteld voor een uitmuntende artistieke onderzoeksscriptie voltooid op master- of bachelorniveau aan instellingen voor hoger onderwijs in Vlaanderen en Nederland. [156][157]

### Wetenschap en literatuur
- De planetoïde (9604) Bellevanzuylen (ontdekt op 30 december 1991) werd door haar ontdekker Eric Walter Elst naar Van Zuylen vernoemd.[158][159]
- Op de Belle van Zuylen Leerstoel, een wisselleerstoel van de Universiteit Utrecht, werden onder meer benoemd (met het onderwerp leven en werk van Belle van Zuylen): Cecil Courtney (1995), Karen Ann Schriver (vanaf 1995),[160] Monique Moser-Verrey (april 2005), Nicole Pellegrin-Postel (oktober 2005).
- Het Belle van Zuylen Instituut, het interfacultair postdoctoraal onderzoeksinstituut op het gebied van vrouwenstudies aan de Universiteit van Amsterdam, werd op 14 november 1990 zo genoemd[161] met als eerste hoogleraar-directeur Selma Leydesdorff. Het was al eerder als eerste Nederlandse onderzoeksschool vrouwenstudies opgericht onder de naam Onderzoekszwaartepunt Vrouwenstudies om de onderzoeksgroepen vrouwenstudies verdeeld over tien faculteiten te ondersteunen met als doel onderzoek te bevorderen en te ontwikkelen, discussies te stimuleren en postdoctoraal onderwijs te verzorgen. Inmiddels is het opgeheven door het niet meer toekennen van subsidies.
- In 2005 werd een Belle van Zuylenlezing ingesteld als onderdeel van het International Literature Festival Utrecht (ILFU); een serie voordrachten over literatuur en maatschappij (niet over Belle van Zuylen) door gerenommeerde hedendaagse auteurs, zoals Hans Magnus Enzensberger (2005), Jeanette Winterson (2007), Azar Nafisi (2009), Michel Faber (2011), Paul Auster (2012) en de Nigeriaanse schrijfster Chimamanda Ngozi Adichie (2020). Vanaf 2020 werd hieraan in samenwerking met de gemeente Utrecht een prijs verbonden, de Belle van Zuylenring; een ereprijs voor een internationaal schrijver. Bij de uitreiking wordt een 'Belle van Zuylenring'-beeldje overhandigd, ontworpen door Karin Wichers. De eerste keer werd hij uitgereikt aan Chimamanda Ngozi Adichie in januari 2020.[162]
- Op 10 december 2024 werd de leerstoel Isabelle de Charrière gelanceerd in Parijs.[163] De leerstoel richt zich op de studie van de Nederlandse taal, cultuur en literatuur met een interdisciplinaire en eigentijdse aanpak op het terrein van onderwijs en onderzoek door middel van het jaarlijks verzorgen een aantal gastcolleges en lezingen aan de Franse universiteiten in Parijs, Lille en Straatsburg - de universiteiten waar Neerlandistiek wordt gedoceerd, door drie Nederlandse hoogleraren.

### Overig
- De Belle van Zuylenroos, een roze roos, werd op de herdenking van de 250e geboortedag van Van Zuylen, 20 oktober 1990, door rozenkwekerij Buisman BV uit Heerde, die de roos zo genoemd heeft, geschonken aan het Genootschap Belle de Zuylen-Association Isabelle de Charrière. Het is een variëteit van de 'Rosa Polyantha', het nationaal symbool van de Maldiven.
- Op 22 maart 2018 gaf de Stichting Tussenvoorziening haar centrum voor hulp aan sekswerkers te Utrecht de naam 'Belle' op grond van Van Zuylens onafhankelijke levenshouding tot uiting komend in de citaten 'Ik vraag geen vrijheid van denken, die heb ik' en 'ik heb geen talent voor ondergeschiktheid'.[164]